# ブレット・オーバーホルツァー
ブレット・レイモンド・オーバーホルツァー（Brett Raymond Oberholtzer, 1989年7月1日 - ）は、アメリカ合衆国・デラウェア州ニューキャッスル郡クリスティーナ出身のプロ野球選手（投手）。左投左打。現在はFA。

## 経歴

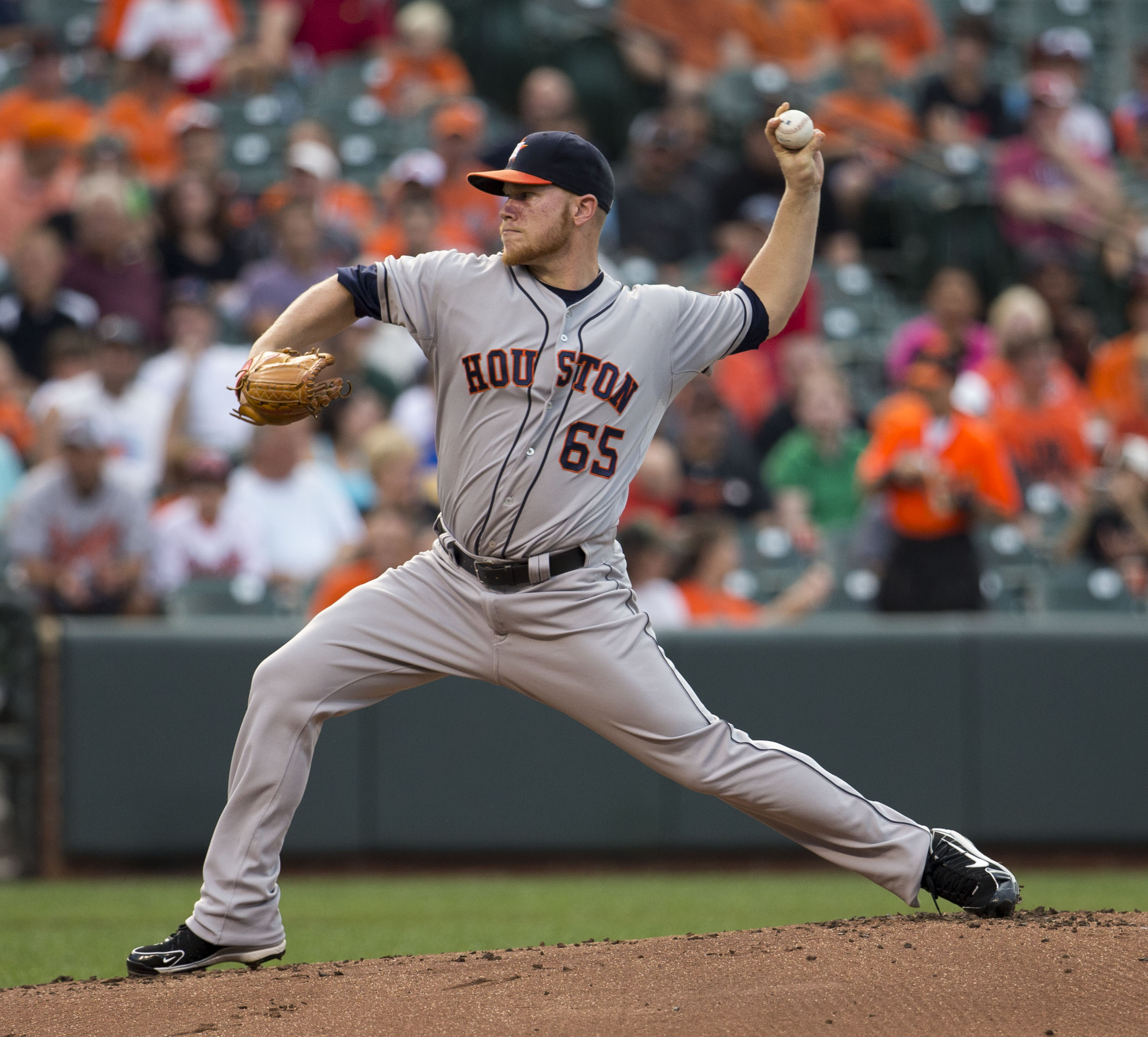
ヒューストン・アストロズ時代
(2013年7月31日)

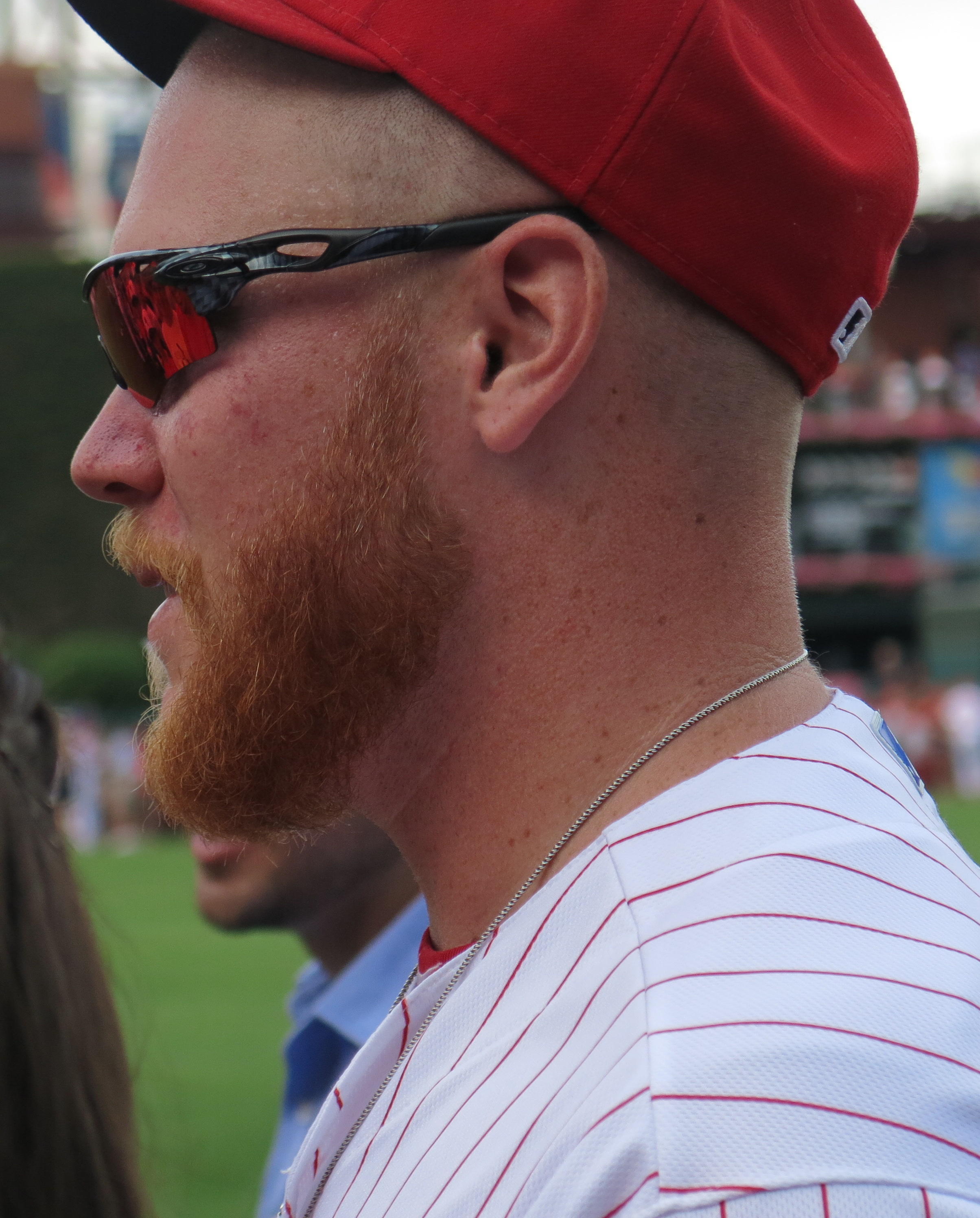
フィラデルフィア・フィリーズ時代
(2016年7月16日)

2008年のMLBドラフト8巡目（全体250位）でアトランタ・ブレーブスから指名され、プロ入り。
2011年7月31日にマイケル・ボーンとのトレードで、ジョーダン・シェーファーら4選手と共にヒューストン・アストロズへ移籍した。
2013年4月21日のクリーブランド・インディアンス戦でメジャーデビューし、7月31日のボルチモア・オリオールズ戦で初勝利。この年は13試合中10試合に先発登板し、防御率2.76・1つの完封勝ち含む4勝5敗という好成績を残した。
2014年は、ほぼ1年間先発ローテーションに入り、24試合に登板。調子の波が激しく2度マイナー降格したが、防御率4.39をマークした。ただ、5勝13敗と大きく負け越した。
2015年は出番が減少し、8試合だけの登板に終わった。防御率は4.46まで悪化した。また、デビューからの過去2シーズンで1.0台をキープしていた与四球率が4.0まで上昇し、制球難が見られた。6月27日のニューヨーク・ヤンキース戦では2本塁打を浴びて6失点を喫した後、打ち込まれた腹いせにアレックス・ロドリゲスに危険球を投じて退場となった。さらに、降板後もベンチで荒れ続けたため、すぐにマイナー行きを命じられた。12月12日にジョナサン・アラウス、ケン・ジャイルズとのトレードで、ビンセント・ベラスケス、ハロルド・アラウス、マーク・アペル、トーマス・エシェルマンと共にフィラデルフィア・フィリーズに移籍した。
2016年8月6日にDFAとなった。8月9日にウェーバーでロサンゼルス・エンゼルスへ移籍した。オフの11月2日に40人枠外、7日にFAとなった。12月7日にトロント・ブルージェイズとマイナー契約を結んだ。
2017年は開幕から傘下のAAA級バッファロー・バイソンズでプレーし、7月31日にメジャー契約を結んでメジャーに昇格した。だが、8月1日の青木宣親の加入に伴い、1試合も登板することなくDFAとなり、3日に40人枠を外れる形でAAA級バッファローへ配属された。
2018年4月4日に独立リーグ・アトランティックリーグのサマセット・ペイトリオッツと契約するが、登板なく24日にマイナー契約でコロラド・ロッキーズに移籍。
2019年2月19日にサマセット・ペイトリオッツと契約。7月27日に台湾プロ野球の中信兄弟に移籍した。
2020年2月17日にサマセット・ペイトリオッツと契約。シーズンは新型コロナウイルス感染症の世界的流行により行われずその後FAとなった。

## 詳細情報

### 年度別投手成績
| 年 度    | 球 団    | 登 板 | 先 発 | 完 投 | 完 封 | 無 四 球 | 勝 利 | 敗 戦 | セ 丨 ブ | ホ 丨 ル ド | 勝 率 | 打 者 | 投 球 回 | 被 安 打 | 被 本 塁 打 | 与 四 球 | 敬 遠 | 与 死 球 | 奪 三 振 | 暴 投 | ボ 丨 ク | 失 点 | 自 責 点 | 防 御 率 | W H I P |
| -------- | -------- | ----- | ----- | ----- | ----- | -------- | ----- | ----- | -------- | ----------- | ----- | ----- | -------- | -------- | ----------- | -------- | ----- | -------- | -------- | ----- | -------- | ----- | -------- | -------- | ------- |
| 2013     | HOU      | 13    | 10    | 2     | 1     | 0        | 4     | 5     | 0        | 0           | .444  | 293   | 71.2     | 66       | 7           | 13       | 0     | 1        | 45       | 0     | 0        | 26    | 22       | 2.76     | 1.10    |
| MLB：1年 | MLB：1年 | 13    | 10    | 2     | 1     | 0        | 4     | 5     | 0        | 0           | .444  | 293   | 71.2     | 66       | 7           | 13       | 0     | 1        | 45       | 0     | 0        | 26    | 22       | 2.76     | 1.10    |

- 2013年度シーズン終了時

### 背番号
- 65 （2013年）
- 39 （2014年 - 2015年）
- 34 （2016年 - 同年途中）
- 38 （2016年途中 - 同年終了）
- 22 （2019年）